# Silke Gräser
Silke Gräser (* 9. Oktober 1963) ist eine deutsche Psychologin. Sie arbeitet als internationale wissenschaftliche Beraterin für Evaluation und Monitoring im Gesundheitswesen.

## Werdegang
Silke Gräser begann ihren beruflichen Werdegang als Journalistin und arbeitete in verschiedenen Medienbereichen. Von 1982 bis 1983 war sie für die Nordwest-Zeitung Brake tätig. 1991 arbeitete sie ein Jahr für Radio Bremen und Radio ffn. Außerdem war sie als Journalistin, Regisseurin und Editorin bei ZDF und 3sat beschäftigt, wo sie an der Produktion von TV Filmen mit Gesundheitsbezug beteiligt war.
1992 schloss sie ein Psychologiestudium mit dem Diplom an der Universität Oldenburg ab. Hier forschte sie anschließend zu den Themen der Gesundheitsförderung an Hochschulen. Sie entwickelte in Anlehnung an die Ottawa Charta für Gesundheitsförderung der WHO eine Charta für Gesundheitsförderung an Hochschulen und baute in diesem Zusammenhang Netzwerke zur Gesundheitsförderung an Hochschulen auf. Im internationalen Kontext war Gräser Repräsentantin des Deutschen Netzwerks Gesundheitsfördernder Hochschulen. 2003 erfolgte ihre Promotion zur Dr. phil. in Health Psychology an der Universität Oldenburg mit der Dissertation „Hochschule und Gesundheit: Salutogenese am Arbeitsplatz Universität“. Die Wichtigkeit ihrer Arbeit in dem Feld, zeigt das Aufgreifen ihrer Forschung auf der 18. World Conference on Health Promotion and Health Education 2004 in Melbourne, Australien und auf der 6. IUHPE Europäischen Konferenz zur Effektivität und Qualität der Gesundheitsförderung 2005 in Stockholm, Schweden. Auch ihre späteren Projekttätigkeiten bauen auf diesem Ansatz, der Veränderung von Lebensverhältnissen zur Gesundheitsförderung, auf.
Von 2003 bis 2005 arbeitete Gräser als Assistant Professor für Gesundheitsförderung an der University of Southern Denmark. Von 2007 bis 2009 war sie Universitätslektorin für Gesundheitsförderung/ Prävention und Gesundheitsmanagement an der Universität Bremen. Es folgte eine Vertretungsprofessur für Gesundheitsförderung und Prävention. Ihre Schwerpunkte in Forschung  und Lehre lagen in den Bereichen der Gesundheitsförderung, Gesundheitspsychologie und Evaluation.
Seit 2004 ist Gräser Evaluatorin für die Europäische Kommission (EC) und als wissenschaftliche Beraterin für andere Einrichtungen und Organisationen international tätig, deren Projekte darauf abzielen, die Gesundheit vorwiegend im Globalen Süden zu verbessern. Insgesamt beziehen sich die Projekttätigkeiten auf die Themen der Prävention und Intervention von nicht-übertragbaren-Krankheiten (NCDs), der reproduktiven Gesundheit, aber auch auf HIV/AIDS.
Von 2008 bis 2013 forschte Gräser zu Barrieren und Ressourcen in der HIV/AIDS Präventionsarbeit bei afrikanischen Migranten. In einem anderen Projekt, von 2016 bis 2017, beschäftigte sie sich mit der Evaluation der HIV-Forschung und Gesundheitsökonomie in Südafrika. Von 2009 bis 2013 war Gräser an einem Projekt zur Prävention und Kontrolle nicht-übertragbarer-Krankheiten (NCD’s) in der Mongolei beteiligt.
Seit 2017 arbeitet Gräser freiberuflich bei der Euro Health Group. Bis 2023 arbeitete sie an dem Projekt zur Verbesserung des Gesundheitszustandes und des Wohlbefindens der Bevölkerung in ländlichen Regionen in Kirgisistan. Zu Projekten der reproduktiven Gesundheit im Yemen arbeitete Gräser 2012 und 2013 als Beraterin. Über die Heartland Alliance Chicago, US for UNICEF Iraq und dem High Council of Women’s Affairs Kurdistan/ Iraq forschte sie 2014 und 2015 außerdem zur Prävalenz weiblicher Genitalverstümmelungen in Kurdistan und möglichen Interventionen.

## Engagement
Im Kampf gegen NCD’s engagiert sich Silke Gräser für eine Veränderung der Verhältnisse, besonders in LMIC. Hierzu ist sie auch vor Ort tätig, wie in Kirgisistan oder der Mongolei. 2013 engagierte sich Gräser außerdem als Mitglied des SMART-Committees (Social Media and Responsive Technology Working Group) für die 21. IUHPE World Conference on Health Promotion in Pattaya, Thailand. Ihr Engagement für wissenschaftlichen Austausch und Qualitätssicherung bringt Silke Gräser in verschiedene internationale Konferenzen und Kongresse ein.

## Veröffentlichungen (Auswahl)
- Hochschule und Gesundheit: Salutogenese am Arbeitsplatz Universität. Zugl. Dissertation. Pabst Science Publishers, Lengerich 2003, ISBN 3-89967-097-3.

- Globale Gesundheit / Global Health. In: Bundeszentrale für gesundheitliche Aufklärung (BZgA) (Hrsg.). Leitbegriffe der Gesundheitsförderung und Prävention. Glossar zu Konzepten, Strategien und Methoden. 2023, https://doi.org/10.17623/BZGA:Q4-i063-3.0
- Krischke, N., Koch-Goeppert, G. & Gräser, S. (2019). Wissen, Einstellungen und Verhalten zu HIV und AIDS bei in Bremen lebenden Migrantinnen und Migranten aus Subsahara-Afrika-Staaten. Spatzenschwarmverlag, Bremen.
- Gräser, S. (2016). Baseline and Intervention Strategic Survey for the Eradication of Female Genital Mutilation in the Kurdistan Region of Iraq. UNICEF/Heartland Alliance International/ High Council of Women Affairs Iraqi/Kurdistan Government.
- Gräser, S., Stöver, H., Koch-Göppert, G. & Krischke, N. R. (2013). MAQUA-HIV – Manual zur Qualitätssicherung in der HIV-Prävention für und mit MigrantInnen. Bremen: Niebank-Rusch Verlag
- Jousilahti, P., Gräser, S., Jurgutis, A., Puska, P., Antikainen, R., Saltevo, J. & Myagmartseren, D. (2011). Olon niitiin oroltsoo, erüül mendiin anahan shatnii tuslamj üilchilgeend tüshiglesen haldvart bus öcchnii hyagnalt (Community and Primary Health Care Based NCD Prevention and Control). Ulaanbaatar: MCA-Mongolia Health Project Mongolia, Millennium Challenge Corporation, United States of America, Ministry of Health Mongolia, EPOS Health Management and National Institute for Health and Welfare Finland.
- Gräser, S., Hill, E., Potter, B., Matijević, D., Jovanović, V. et al. (2006). Promocija zdravlja zasnovana na dokazima (Evidence Based Health Promotion). Projekat Ministarstva zdravlja Republike Srbije "Unapređenje preventivnih zdravstvenih usluga u Srbiji", projekat finansira Evropska unija, rukovodi Evropska agencija za rekonstrukciju, a implementira EPOS Health Consultants. Beograd: Ministarstvo zdravlja Republike Srbije.
- Belschner, W., Gräser, S., Hellmann, A., Meis, M., Scheibler, P. & Schmitt, A. (2002). Arbeitsplatz Universität – Die Oldenburger Studie zum Betrieblichen Gesundheitsmanagement. Oldenburg: BIS.
- Belschner, W. & Gräser, S. (Hrsg.) (2001). Leitbild Gesundheit als Standortvorteil. Oldenburg: BIS.
- Sonntag, U., Gräser, S., Stock, C. & Kraemer, A. (Hrsg.). (2000). Gesundheitsfördernde Hochschulen. Weinheim: Juventa.